# Аютла (Гватемала)
Аютла (исп. Ayutla Tecún Umán) — город и муниципалитет департамента Сан-Маркос на юго-западе Гватемалы.
Расположен в южной части департамента на высоте 20 м вдоль естественной границы реки Сучьяте, разделяющей Гватемалу и штат Чьяпас Мексики. Административный центр муниципалитета — Текун-Уман. Находится примерно в 75 км к юго-западу от административного центра департамента города Сан-Маркоса, на восточном берегу реки Сучьяте.

## Население
В 2021 году общее население города и муниципалитета составляло 46 383 человек, в том числе города — более 13500 жителей. В 2020 году — 45 401 человек. Площадь — 125 км². Плотность — 363,1 чел/км².
Город находится в опасной сейсмической зоне. Неподалеку через Гватемалу проходит разлом Монтегуа, отделяющий Карибскую плиту от Северо-Американской плиты. Кроме того, в Тихом океане, примерно в 100 км от побережья, существует активный разлом, соединяющий Карибскую плиту с плитой Кокос. Такое местоположение приводит к тому, что землетрясения с магнитудой более 4 по шкале Рихтера происходят почти ежемесячно. Каждые несколько лет здесь наблюдаются толчки с магнитудой выше 7 по шкале Рихтера, например, землетрясение в Гватемале (2012).
Климат экваториальный.
Жители зарабатывают на жизнь, в основном, занимаясь сельским хозяйством, животноводством, художественными ремеслами, торговлей и услугами. В сельском хозяйстве преобладает выращивание масличной пальмы, табака, кукурузы, риса, бананов, индийского кунжута и выращивание фруктовых деревьев.